# Charles-Armand-René de La Trémoille
Charles-Armand-René de La Trémoille (* 14. Januar 1708 in Paris; † 23. Mai 1741 ebenda) war ein französischer Hochadeliger, Offizier und Mitglied der Académie française.

## Leben und Werk

### Herkunft und Karriere
Charles-Armand-René de La Trémoille entstammte dem Haus La Trémoille und war der Enkel der Schriftstellerin Madame de La Fayette. Von seinem Vater erbte er die Titel eines Herzogs von Thouars und eines Pair de France, des Präsidenten der Bretagne und 1719 des Premier Gentilhomme de la Chambre du Roi. Er war von Kindheit an mit dem zwei Jahre jüngeren König Ludwig XV. aufgewachsen. 1728 wurde er Oberst eines Infanterieregiments, 1731–1741 des renommierten Régiment de Champagne. Er kämpfte tapfer in Norditalien. 1741 wurde er Gouverneur der Region Ile-de-France.

### Académie française und früher Tod
La Trémoille dichtete Madrigale und Ballettverse und unterstützte den mittellosen Dichter Pierre-Charles Roy. 1738 wurde er mit 30 Jahren in die Académie française (Sitz Nr. 9) aufgenommen und vom 89-jährigen Saint-Aulaire begrüßt.
1725 heiratete er seine vier Jahre ältere Cousine Marie-Hortense-Victoire de la Tour de Bouillon, die ihn auf den Weg eines ernsthafteren Lebens führte. Als sie 1741 an den Pocken erkrankte, pflegte er sie aufopferungsvoll, steckte sich an und starb im Alter von 32 Jahren, während seine Frau (bis 1788) überlebte.